# Reprezentacja Anglii w koszykówce mężczyzn
Reprezentacja Anglii w koszykówce mężczyzn - drużyna, która reprezentuje Anglię w koszykówce mężczyzn. Za jej funkcjonowanie odpowiedzialny jest Angielski Związek Koszykówki (EB). Nigdy nie udało jej się zakwalifikować do Mistrzostw Świata i Igrzysk Olimpijskich. Cztery  razy pojawiła się na Mistrzostwach Europy. Aktualnie nie należy do żadnej dywizji.